# Friedhof Greifenburg

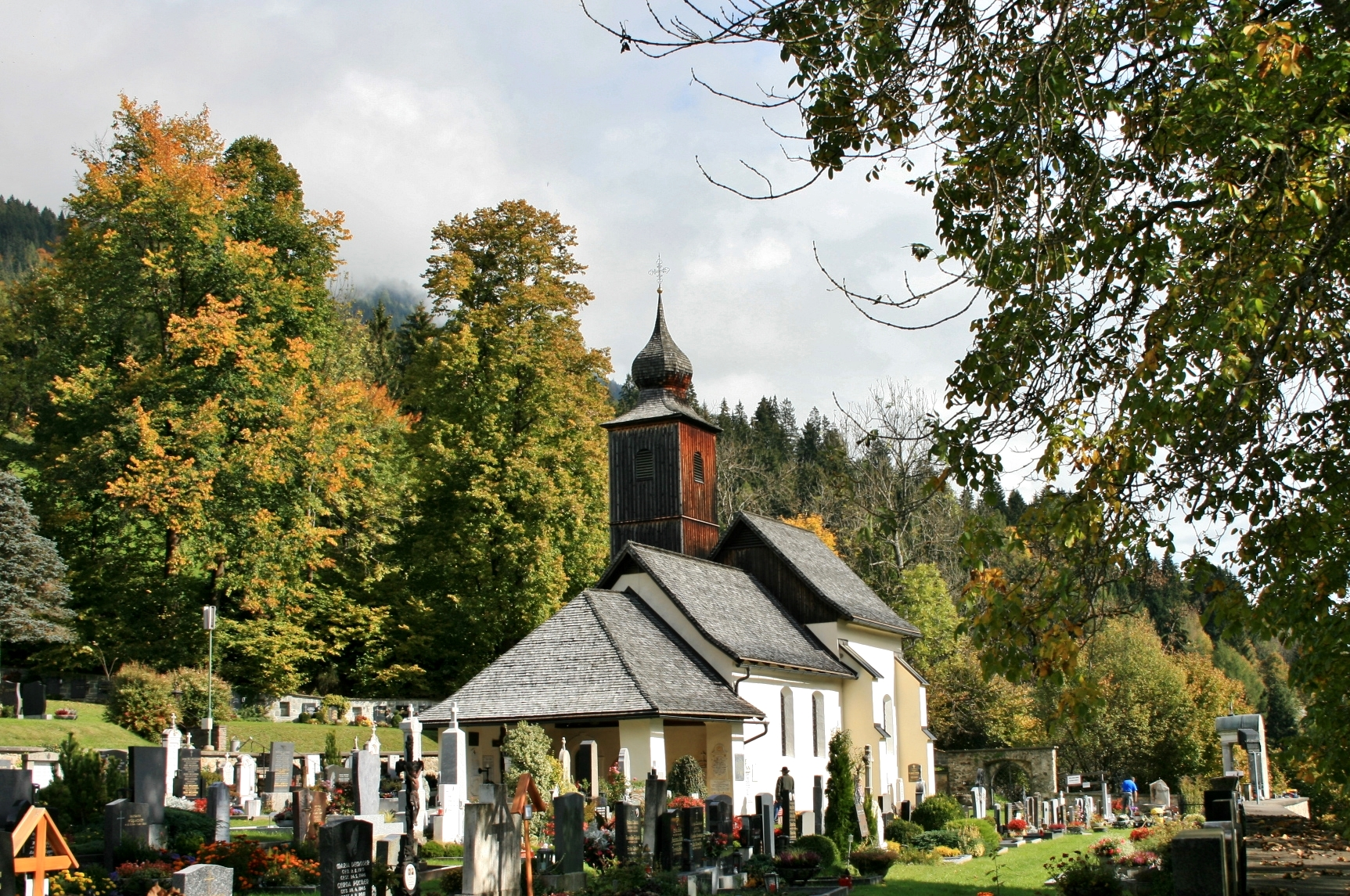
Friedhof Greifenburg mit Kirche hl. Veit

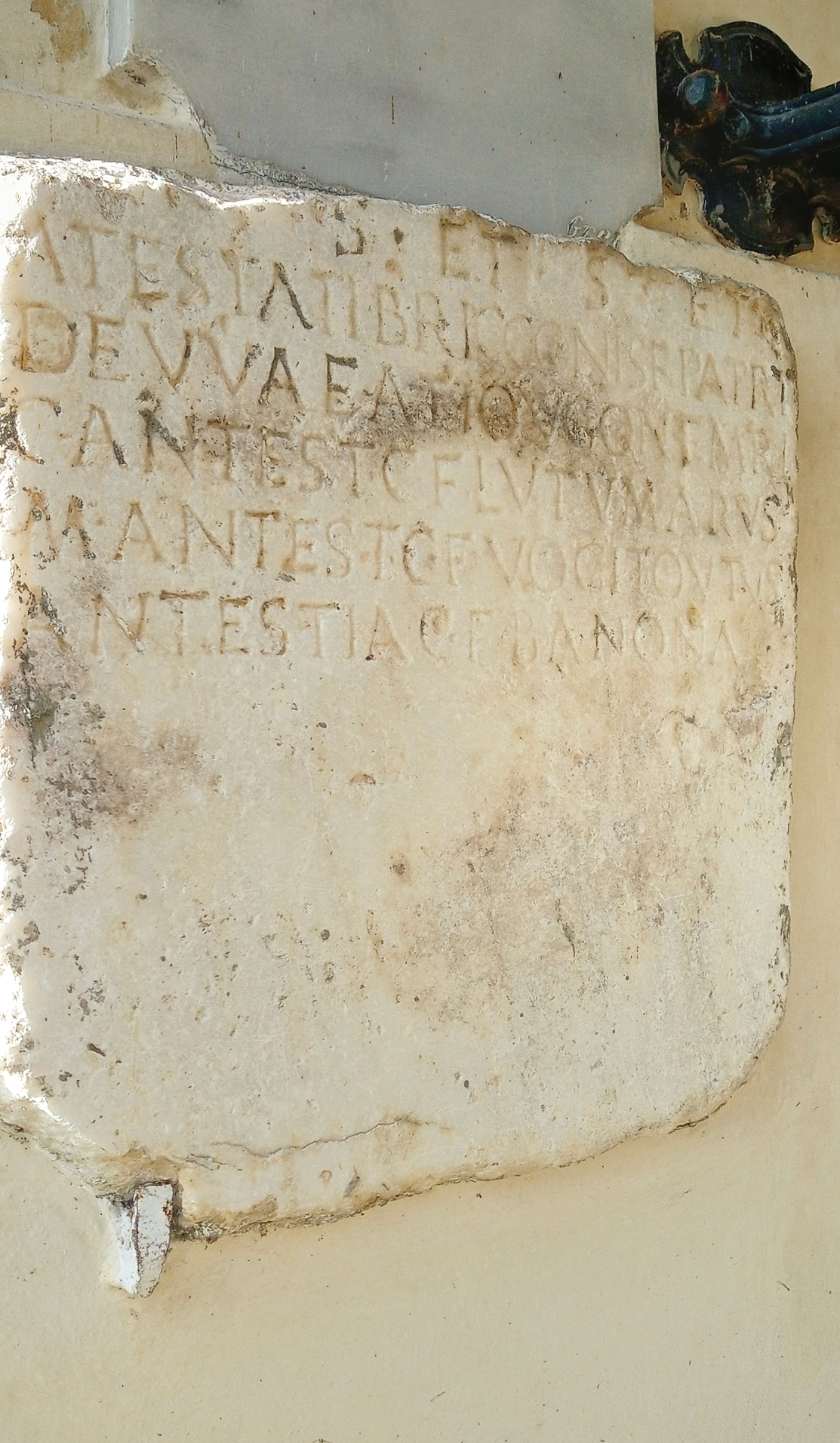
Eingemauerter römerzeitlicher Inschriftstein

Der Friedhof Greifenburg befindet sich hangseitig westlich des Gnoppnitzbaches in der Marktgemeinde Greifenburg im Bezirk Spittal an der Drau in Kärnten. Die Friedhofskirche hl. Veit und die Friedhofsummauerung stehen unter Denkmalschutz (Listeneintrag).

## Geschichte
Die Friedhofskirche hl. Veit entstand als spätgotischer Bau von 1267 bis 1268 und wurde später barock verändert. 1516 weiht der Bischof von Chiemsee Berthold Pürstinger den Chor und die Sakristei.
2021 wurde der Friedhof saniert und barrierefrei gemacht.

## Friedhofskirche
An das zweiachsige Langhaus folgt ein zweijochiger Chor mit einem Viersechstelschluss. Im Westen steht ein offener Vorbau auf Pfeilern. Nördlich am Chor steht der gotische Sakristeianbau, darüber steht ein hölzerner Turm mit einem Zwiebelhelm. Das spätgotische Westportal ist rundbogig und abgefast.
Das Kircheninnere zeigt ein Langhaus in der Breite des Chores und niedriger unter einer Flachdecke, die Rundfenster sind barock. Der eingezogene spitzbogige Triumphbogen ist gekehlt. Der Chor unter einem Netzrippengewölbe auf abgefasten Wandvorlagen, das nördliche Sakristeiportal ist spitzbogig und profiliert, bei zwei Chorfenstern ist das ursprüngliche Maßwerk erhalten.
Der Hochaltar entstand im späten 17. Jahrhundert. Die Bilder und Skulpturen wurden 1975 gestohlen.
In der Vorhalle befinden sich Grabsteine aus 1783, 1817, 1825, 1835, 1843 und weitere. In den westlichen Pfeilern der Vorhalle sind römerzeitliche Inschriftsteine vermauert, ein Stein nennt C. Antestius Ambudsuilus als Bürgermeister von Teurnia.